# Hexatoma perfestiva
Hexatoma perfestiva är en tvåvingeart som beskrevs av Alexander 1951. Hexatoma perfestiva ingår i släktet Hexatoma och familjen småharkrankar.
Artens utbredningsområde är Peru. Inga underarter finns listade i Catalogue of Life.